# Scania Serie 2 (Lkw)
Scania Serie 2 war eine ab 1980 produzierte Lkw-Baureihe des schwedischen Herstellers Scania. Sie ersetzte die Serie 1. 1989 wurde sie durch die Serie 3 abgelöst. Die Lkw der Serie 2 waren die ersten mit nach hinten zum Fahrer geneigtem Lenkrad, das eine bessere Ergonomie und vor allem mehr Komfort beim Fahren brachte. Heute ist dies eine übliche Bauweise im Lkw-Bau.

## Modellgeschichte

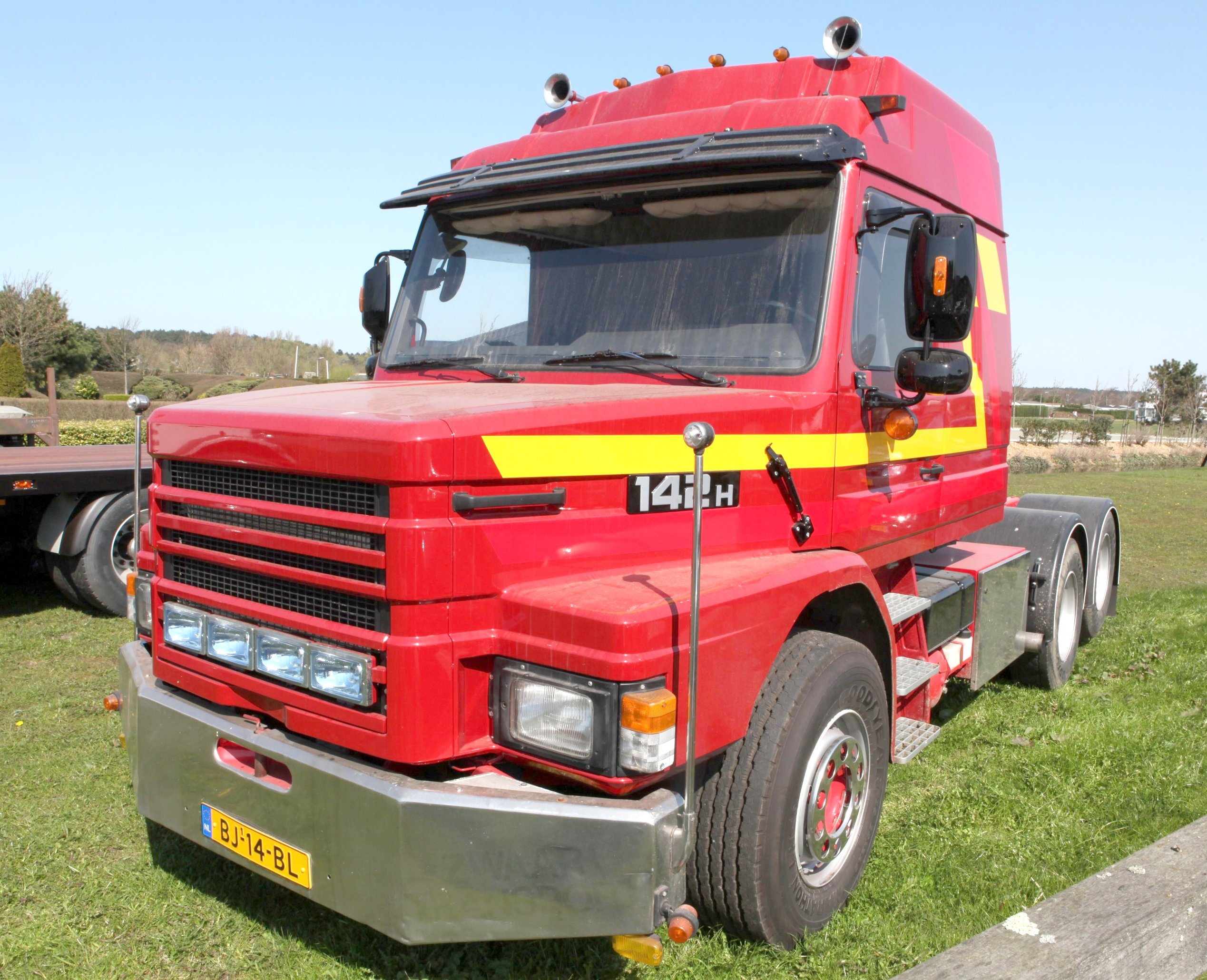
T-Fahrerhaus und H-Chassis

Die Serie startete Anfang 1980 zunächst als Sattelzugmaschine T. T für Torpedo ist bei Scania die Bezeichnung für das Fernfahrerhaus in Langhauber-Bauweise. Sie war von Giorgetto Giugiaro aus dem von Italdesign Giugiaro konzipierten Frontlenker-Fahrerhaus der Serie 2 gestaltet worden.
Später folgten die übrigen Modelle der Serie 2 mit folgenden Fahrerhäusern: 
- G: kurze abgesenkte Kabine
- P: kurze oder lange abgesenkte Kabine
- R: hohe Kabine lang oder kurz mit Doppelbett
- T: Langhauber-Fahrerhaus kurz oder lang mit Doppelbett

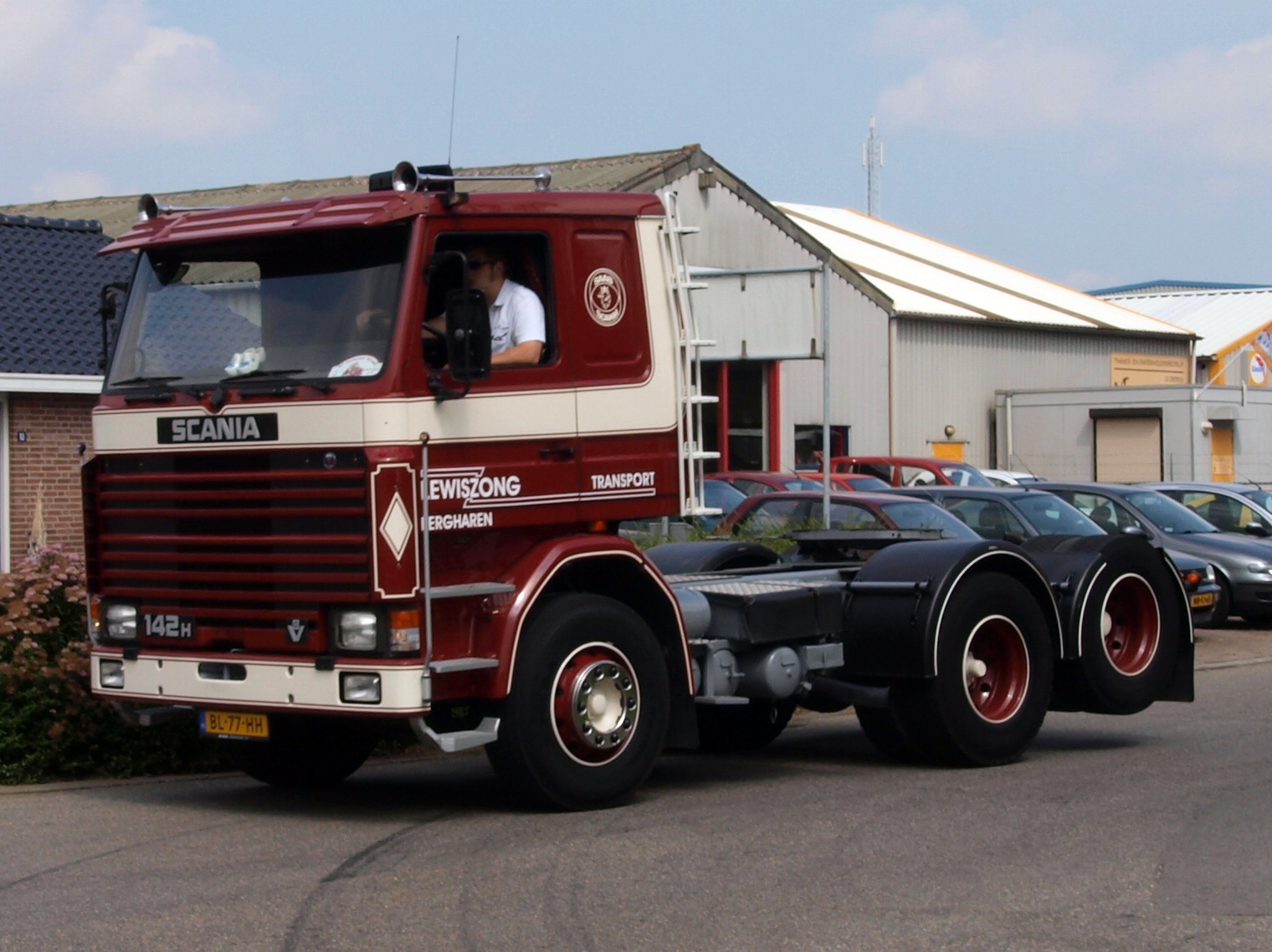
R-Fahrerhaus und H-Chassis

Montiert wurden die Kabinen auf drei verschiedene Chassis:
- M: für Verteiler- und Regionalverkehr
- H: hohe Steifigkeit, Chassis für den Fernverkehr
- E: doppelte Rahmenschienen für Schwertransporte und Baustellenfahrzeuge

## Motorenpalette
- DS8 (Scania 82): 8-Liter-Sechszylinder-Dieselmotor mit Turbolader und 154 kW (210 PS)
- DS11 (Scania 112): 11-Liter-Sechszylinder-Turbodiesel mit 224 kW (305 PS)
- DS14 (Scania 142): 14,2-Liter-V8-Turbodiesel mit 285 kW (388 PS), nur für R- und T-Kabine

Ab 1983 wurden die Fahrzeuge zusätzlich mit Ladeluftkühler ausgestattet, wodurch die Leistung beim 
- DSI8: (Basis DS8) mit wassergekühltem Ladeluftkühler auf 170 kW (231 PS),
- DSC11: (Basis DS11) mit luftgekühltem Ladeluftkühler auf 245 kW (333 PS) und
- DSC14: (Basis DS14) mit luftgekühltem Ladeluftkühler auf 309 kW (420 PS) stieg.

1984 ersetzte der 9-Liter-Sechszylinder-Dieselmotor Scania 92 den Scania 82 als:
- DS9 162 kW (220 PS) mit Turbolader,
- DSC9 180 kW (245 PS) mit Turbolader und luftgekühltem Ladeluftkühler,
- DSC9 202 kW (275 PS) mit Turbolader und luftgekühltem Ladeluftkühler.

1985 stieg die Leistung des DSC11 auf 260 kW (354 PS).
Der DS14 erhielt 1986 eine Ladeluftkühlung, die Leistung stieg hierbei moderat auf 287 kW (390 PS). 1987 wurde der DS14 erneut leicht überarbeitet und leistete nun 394 PS und als DSC14 weiterhin 309 kW, jedoch mit einem Anstieg des Drehmoments um etwa drei Prozent und niedrigerem Kraftstoffverbrauch.

## Getriebeversionen
- 8-Gang-Schaltgetriebe bei G-Kabine und M-Chassis
- 10-Gang-Schaltgetriebe bei P-Kabine und M-Chassis
- 10-Gang-Split-Schaltgetriebe bei R- und T-Kabine und H- und E-Chassis